# Benno Ohnesorg

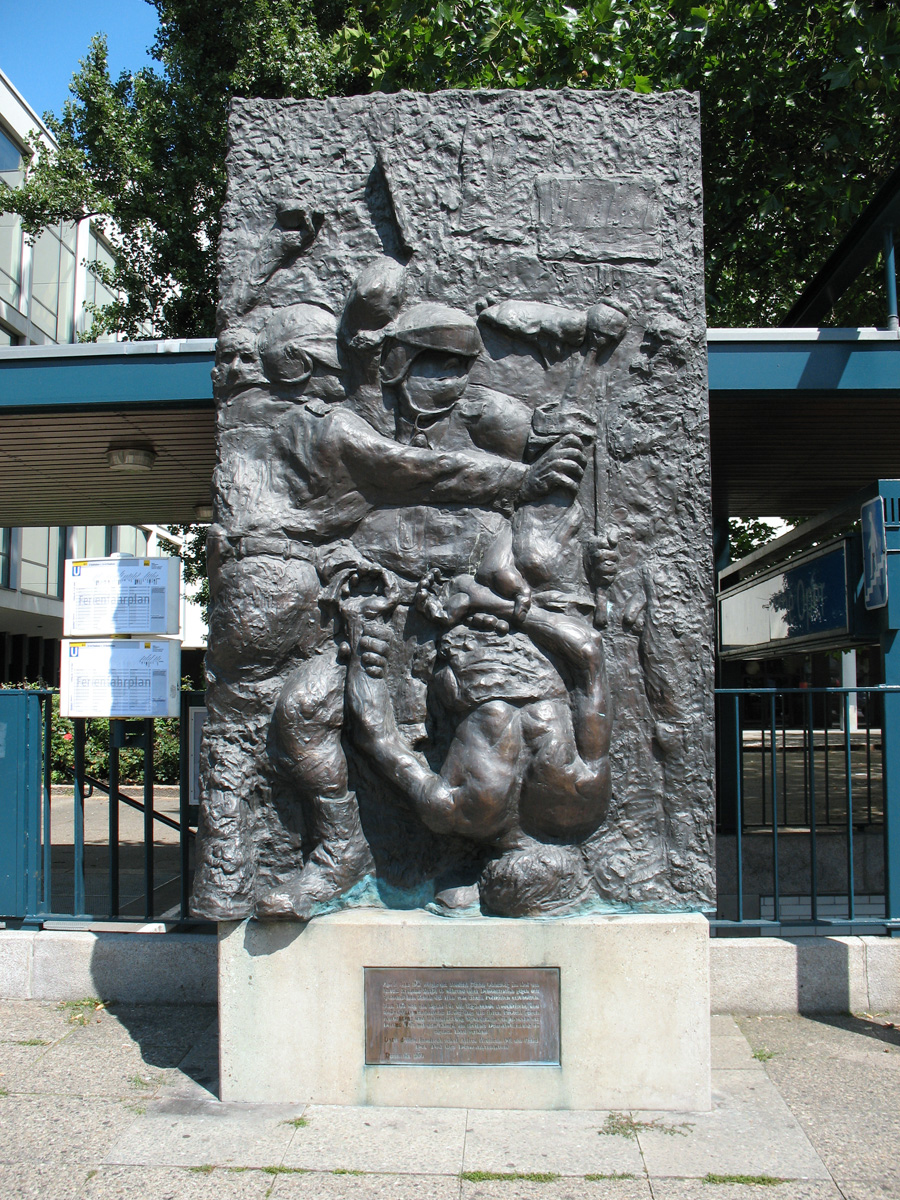
Relieve Der Tod des Demonstranten (La muerte del manifestante) por Alfred Hrdlicka; Locación: Opera Alemana de Berlín, antepatio.

Benno Ohnesorg (Hanóver, 15 de octubre de 1940-Berlín oeste, 2 de junio de 1967) fue un estudiante alemán, más conocido por haber sido asesinado durante una manifestación en el Berlín Occidental. Su asesinato se convirtió en todo un símbolo en la Alemania occidental de finales de los años 1960.

## Biografía
Ohnesorg era estudiante de lenguas romances y estudios alemanes. Estaba casado y su esposa embarazada del primer hijo.
El 2 de junio de 1967 Ohnesorg participó en una protesta cerca de la Ópera Alemana de Berlín, en contra de la visita de Estado del Shah de Irán, Mohammad Reza Pahlavi, quien quería asistir a una representación de música clásica de Mozart La flauta mágica en la Opera nocturna. Era la primera manifestación política en la cual Ohnesorg tomaba parte.

### Muerte
Fue tiroteado por el agente de la Landespolizei de Berlín Karl-Heinz Kurras, quien fue absuelto de todos los cargos en dos juicios posteriores. Kurras declaró que había disparado en defensa propia. La muerte de Ohnesorg levantó una ola de indignación y protestas por toda la Alemania occidental, y durante varios años fue uno de los motores del movimiento de protesta estudiantil en todo el país.

### Investigaciones posteriores
En 2009 se informó que Kurras podría haber trabajado para la policía secreta de la República Democrática de Alemania, la "Stasi", y que también habría militado en el Partido Socialista Unificado de Berlín Oeste. Sin embargo, los archivos de la Stasi no contienen evidencia de que Kurras estuviera actuando bajo órdenes de la Stasi cuando mató a Ohnesorg. En 2012 salió a la luz que los jefes de Kurras y otros policías habían colaborado para obstruir las investigaciones y encubrir todo lo ocurrido.
A pesar de estas informaciones, el papel de Kurras en este asunto nunca ha podido aclararse plenamente.

## Legado
Su muerte sirvió como punto de despegue de la izquierda alemana para iniciar una década de violencia armada, surgió el grupo "Movimiento 2 de junio" que fue aparentemente formado al día siguiente de su muerte. El movimiento estudiantil alemán tuvo una fuerte inspiración en la década de los sesenta con la muerte de Ohnesorg, se radicalizaron, otros fueron muy influenciados pues la mayoría de los políticos actuales de Alemania eran adolescentes o veinteañeros en esa época. 
En el año 1967 el artista alemán Wolf Vostell creó un cuadro con el título Benno Ohnesorg.
Se erigió un monumento cerca de la Opera Alemana en Berlín, diseñada por el escultor austríaco Alfred Hrdlicka el cual sirve como Memorial por su asesinato. En Hanóver, ciudad natal de Ohnesorg, un puente que cruza sobre el río Ihme tiene su nombre en homenaje.[cita requerida]